# Distretto di Chun
Il distretto di Chun (in thailandese: จุน) è un distretto (amphoe) della Thailandia, situato nella provincia di Phayao.